# 梅宮神社の甘酒祭り
梅宮神社の甘酒祭り（うめのみやじんじゃのあまざけまつり）は、埼玉県狭山市で開催される祭り。

## 概要
承和5年（838年）に鎮座した狭山市上奥富（入間郡上奥富村、下奥富村の総鎮守社）の梅宮神社で催される祭りで、木花咲耶姫命から彦火々出見命が産まれたのを喜んだ大山祇神が、白酒を造り天地神に祀ったところからはじまったといわれている。
2016年現在では、9組の頭屋の頭屋制（輪番制）で祭りが行われるのが特徴で、2月10日は宵宮として夜に座揃式を行う。2月11日は大祭で、西方囃子を上演、だるま市、植木市が開かれる。

## 沿革
- 1992年（平成4年）3月11日 - 埼玉県指定の無形民俗文化財となる。

## 会場
- 〒350-1333 埼玉県狭山市大字上奥富508

## 期間
- 毎年:2月10日〜2月11日[5]

## アクセス
- 西武新宿線新狭山駅北口から徒歩20分[6]